# アンデシュ・ヤコブセン
アンデシュ・ヤコブセン（Anders Jacobsen、1985年2月17日 - ）は、ノルウェー、ブスケルー県ホネフォス出身の元スキージャンプ選手である。Ringkollen Skiklubb所属。プロ選手となる前は配管工として働いていた。

## 経歴
2003年1月11日にプラニツァで行われたコンチネンタルカップで国際大会にデビューした。しかしなかなか好成績をあげることはできず、2006年2月11日のザコパネ大会でようやく一桁順位となる9位、翌日は7位となった。
同年夏のサマーグランプリではナショナルAチームで転戦し、5戦で10位以内となり総合でも10位となった。
ダニエル・フォーファングの引退を受けてヤコブセンはナショナルチームに残り、2006/07シーズンのワールドカップに参戦した。デビュー戦となる11月24日のクーサモでいきなり3位となった。12月17日のエンゲルベルクで初優勝、続くジャンプ週間でも総合優勝を果たした。21歳での総合優勝はノルウェー勢としては史上最年少である。世界選手権にはワールドカップ総合優勝争いのトップで臨んだがラージヒル個人14位、ノーマルヒル個人7位、団体銀メダルに終わった。世界選手権後ヤコブセンは調子を落とた。ラハティでは2本目に進めず、クオピオでは10位、ホルメンコーレンでは14位と低迷したのに対しアダム・マリシュがこの3戦すべて勝つなど終盤に7戦6勝して総合優勝を果たした。ヤコブセンは総合2位となった。
2007/08シーズンは1勝をあげてトム・ヒルデ、アンデシュ・バーダルに次いで総合6位となった。スキーフライング世界選手権ではビヨーン・アイナール・ローモーレン、アンデシュ・バーダル、トム・ヒルデとともに銅メダルを獲得した。2008年8月9日にBirgitteと結婚した。
2008/09シーズンはワールドカップ総合8位、世界選手権ではラージヒル銅メダル、団体銀メダルを獲得した。
2009/10シーズンは1月31日のフライング（オーベルストドルフ）で2シーズンぶりの勝利を挙げて総合7位、2010年バンクーバーオリンピックノーマルヒル9位、ラージヒル12位、団体ではアンデシュ・バーダル、ヨハン・レメン・エベンセン、トム・ヒルデとともに銅メダルを獲得した。
2010/11シーズンはやや調子を落とし、総合15位にとどまった。世界選手権は団体2戦で銀メダルであった。
2011年5月、モチベーションの低下を理由に一時競技から離れたが、2012年2月に競技に復帰した。
2012/13シーズンは優勝3回を含む5回の表彰台を獲得し、世界選手権は団体3位のメンバーとなった。しかしながら2013年3月のプラニツァ大会1日目の2本目で転倒し、十字靭帯断裂により再び戦列を離れ、ワールドカップは総合5位で終えた。2013/14シーズンはリレハンメル大会より復帰したが、総合55位で終えた。
2014/15シーズンはスキージャンプ週間ガルミッシュ=パルテンキルヒェン大会で2シーズンぶりの優勝を果たし、世界選手権は団体優勝のメンバーとなった。2015年4月に引退を発表した。
ノルウェー選手権では2007年にノーマルヒル、2008年と2010年にラージヒルで優勝している。